# Anton Dolenc (elektrotehnik)
Anton Dolenc, slovenski inženir elektrotehnike in pedagog, * 15. januar 1905, Celovec, † 3. julij 1984, Zagreb. 

## Življenjepis
Dolenc je leta 1927 diplomiral na Tehniški fakulteti v Ljubljani. Od leta 1939 do 1976 je bil redni profesor na Fakulteti za elektrotehniko v Zagrebu in od 1959 do 1976 hkrati v Ljubljani, ter 1978-82 tudi redni profesor na fakulteti v Sarajevu.
Od 1927 do 1945 je bil vrsto let direktor obrata Siemens v okviru elektroindustrije Hrvaške, nato do 1984 tehnični direktor in svetovalec podjetja Rade Končar v Zagrebu.
Dolenc je bil vodilni jugoslovanski strokovnjak na področju električnih strojev, električnih central in elektrifikacije železniških prog, sodeloval je pri elektrifikaciji vseh železarn in drugih pomembnih metalurških kombinatih v bivši Jugoslaviji. Bil je predsednik vrste jugoslovanskih strokovnih ustanov in član uredniških odborov strokovnih revij. Leta 1949 je prejel nagrado FLRJ za projekt, konstrukcijo in montažo Hidroelektrarne Mariborski otok in leta 1967 nagrado SR Hrvaške za življenjsko delo. Bil je častni doktor tehniških znanosti zagrebške univerze in zaslužni profesor Univerze Edvarda Kardelja v Ljubljani.